# Beda Zilch
Beda Zilch OCist (* 21. April 1941 in Kahl am Main als Bernd Zilch; † 19. Oktober 2018 in Karlstadt-Wiesenfeld) war ein deutscher römisch-katholischer Geistlicher und Zisterzienser.

## Leben
Bernd Zilch wuchs am Main auf, kam über das Kloster Bronnbach mit den Zisterziensern in Berührung und trat in das von Bronnbach aus wiederbesiedelte Kloster Seligenporten ein. Er wurde dort am 20. August 1965 als Novize eingekleidet und nahm den Ordensnamen Beda (nach Beda Venerabilis) an. Als Seligenporten 1967 aufgegeben wurde, wechselte er in das Stift Heiligenkreuz und legte dort am 20. August 1969 die feierliche Profess ab. 1971 wurde er zum Priester geweiht, war dann Kaplan in Alland und ab 1973 Pfarrer in Maria Raisenmarkt (gleichzeitig Dekanatsjugendseelsorger und Stiftskämmerer). In Raisenmarkt begründete er ab 1977 eine Monatswallfahrt, so dass 1987 die Pfarrkirche Maria Raisenmarkt zur Wallfahrtskirche U. L. Frau von Lourdes erhoben wurde. 1986 ernannte die Erzdiözese Wien ihn zum Geistlichen Rat.
1988 wurde er als erster Prior zusammen mit drei weiteren Mitbrüdern zur Neugründung des Klosters Stiepel ins Ruhrgebiet ausgesandt. Bis 1991 hatte er neben der Leitung des Klosters auch die Verantwortung als Pfarrer der dortigen Kirchengemeinde St. Marien (mit Neubelebung der Marienwallfahrt Stiepel durch eine Monatswallfahrt). Wegen einer schweren Herzerkrankung gab er zum 1. Oktober 2001 sein Priorenamt auf und wirkte von 2002 bis zum September 2018 als Seelsorger zunächst in Karlstadt-Wiesenfeld, dann in der Pfarreiengemeinschaft „Heiliger Jakobus, Karlburg“. In Halsbach (Lohr am Main) führte er die Motorradmesse ein, die jährlich über 1000 Motorradfans anlockte und die er am 24. Juli 2018 ein letztes Mal betreute. Er starb im Oktober 2018 im Alter von 77 Jahren und wurde auf dem Stiftsfriedhof Heiligenkreuz bestattet.